# MEROPS
MEROPS ist eine frei zugängliche Datenbank, die Informationen über alle bekannten Peptidasen (Proteasen) sowie ihre Inhibitoren enthält. Insbesondere ist sie die Quelle für die MEROPS-Klassifikation dieser Biomoleküle. Der Name bezieht sich auf eine Spezies aus der Familie der Bienenfresser, den Weißstirnspint (Merops bullockoides), der sich in seiner Heimat am Sambesi, ähnlich wie die Peptidasen, in Familien, Clans und isolierte Jagdreviere organisiert.
Das MEROPS-Team ist Teil des Sanger-Instituts des Wellcome Trust und wird finanziell vom Medical Research Council (UK) unterstützt.
Die Kurzform der Peptidase-Klassifikation hat die Form X12.345, wo X als Großbuchstabe aus S, C, T, A, G, M, oder U gewählt wird, und die Zahlen die Clan- bzw. Familiennummer bedeutet. Clans sind Gruppierungen von Familien, die sich ihrerseits aufgrund Ähnlichkeiten in der Aminosäuresequenz ergeben.